# 아시카가 다다요시
아시카가 다다요시(일본어: 足利直義 1306년 ~ 1352년 3월 12일)는 일본의 일본 남북조 시대에 활약한 무장이다. 무로마치 막부 초대 쇼군 아시카가 다카우지(足利尊氏)와는 친형제 사이이다.

## 생애

### 도막 ~ 막부 창설
손윗형 다카우지와 함께, 아버지의 측실로 호조 씨가 아닌 우에스기 기요코(上杉清子)에게서 태어났으며, 아시카가 씨의 관례에 따라 두 형처럼 처음에는 도쿠소케(得宗家)이자 가마쿠라 막부(鎌倉幕府)의 싯켄(執権)인 호조 다카토키(北条高時)의 이름과 아시카가 씨의 선조 미나모토노 요시쿠니(源義国)의 이름에서 한 글자씩을 받아 다카쿠니(高国)로 이름을 올려 사용했지만, 후에 헤이시(平氏)인 호조 씨가 실권을 틀어쥔 막부에 반기를 든 뒤로는 가와치 겐지(河内源氏)의 인물들이 주로 썼던 글자인 「요시」(義)를 써서 다다요시(忠義)로 개명하였고, 나중에 한자만 다른 다다요시(直義)로 바꾸었다.
겐코(元弘) 3년/쇼쿄(正慶) 2년(1333년) 앞서 막부 타도를 꾀하다 오키 섬(隠岐島)으로 유배당한 고다이고 천황(後醍醐天皇)이 오키 섬 탈출에 성공해 센조 산에서 거병하자, 형 다카우지와 함께 천황측에 가담하여 막부의 로쿠하라 단다이(六波羅探題) 공격에 가세했다. 천황의 친정인 겐무 신정(建武新政)이 시작되고 겐지 연고의 관직이기도 한 사바노카미(左馬頭)에 임명되었고, 새로 가마쿠라 후쇼군(鎌倉府将軍)이 된 나리요시 친왕(成良親王)과 함께 가마쿠라로 가서 가마쿠라 부(鎌倉府)의 싯켄직을 맡아 훗날의 가마쿠라 부의 초석을 쌓았다. 겐무(建武) 2년(1335년) 옛 가마쿠라 막부 잔당이 다카토키의 어린 아들 도키유키(時行)를 앞세워 시나노(信濃)에서 거병, 간토(関東)로 진격해 온다. 나카센다이의 난(中先代の乱)이라 불리는 이 사건에서 다다요시는 무사시국(武蔵国) 이데노사와(井出の沢)에서 반란군을 맞아 싸웠으나 패하고 가마쿠라로 쫓겨왔고, 반란군이 가마쿠라로 밀려오자 앞서 유폐되었던 모리요시 친왕(護良親王)을 부하 후치베 요시히로(淵辺義博)을 시켜서 혼란 와중에 살해한다. 그리곤, 미카와국(三河国) 야하기(矢作)로 달아났다. 그러나 그런 와중에도 가마쿠라 후쇼군 나리요시 친왕을 무사히 교토(京都)까지 돌려보냈으며, 모리요시 친왕 암살도 겐무 정권의 입장을 세우기 위한 행동이었다는 지적이 있다.
그 해에 형 아시카가 다카우지가 가마쿠라 잔당들의 반란 진압을 명분으로 천황의 명령도 없이 무단으로 원군을 일으켜 오자 형에게 합류, 반란군으로부터 가마쿠라를 탈환했다. 가마쿠라를 탈환한 뒤에도 다카우지는 가마쿠라에 머무르며 자신을 따랐던 장사들에게 독자적으로 논공행상을 집행하는 등 독자적인 움직임을 보였는데, 이는 사실 다다요시의 의향이 강하게 반영된 것이라고 한다. 이에 반발한 고다이고 천황의 조정은 다카우지 추토령을 내리고 닛타 요시사다(新田義貞)를 총대장으로 하는 다카우지 추토군을 파견했다. 궁지에 몰린 다카우지는 자신에 대한 사면을 주청하며 칩거에 들어갔고, 다다요시를 위시한 군사들이 요시사다에 맞서 스루가국(駿河国) 다고시가와라(手越河原)에서 맞아 싸웠지만 패배, 이에 위기감을 느낀 다카우지는 직접 군을 이끌고 출진해 토벌군을 하코네(箱根) ・ 다케노시타(竹ノ下)에서 격파하고 그대로 교토로 쳐들어 갔다. 하지만 엔겐(延元) 원년/겐무 3년(1336년), 오슈로부터 상경한 기타바타케 아키이에(北畠顕家)와 구스노키 마사시게(楠木正成), 닛타 요시사다의 연합군과의 사이에 벌어진 교토에서의 시가전에 패해 교토에서 쫓겨났고, 이이어 셋쓰국(摂津国) 데시마가와라(豊島河原)에서 패하자 규슈(九州)로 도주하였다. 도주하던 도중인 규슈에서 세를 수습한 다카우지는 서국 무사들을 결집시켜 재차 교토로 진군했고, 진군 도중에 빈고국(備後国) 도모노우라(鞆の浦)에서 고곤 상황(光厳上皇)의 인젠(院宣)을 받으면서 관군으로써 대의명분을 얻게 된다. 다타라하마(多々良浜)에서 겐무 정권측의 기쿠치 다케토시(菊池武敏) 군을 고전 끝에 격파하고(다타라하마 전투), 바닷길로는 다카우지, 육지로는 다다요시가 총지휘를 맡아 지금의 효고 현 고베 시의 미나토 강(湊川)에서 합류해 이곳에서 닛타, 구스노키가 이끄는 관군을 다시금 격파하고(미나토 강 전투) 교토로 입성한다.

### 양두정치에서 간노의 소란
고묘 천황(光明天皇)을 옹립한 다카우지는 명법가(明法家, 법학자) 제엔(是円, 나카하라 아키카타中原章賢) ・ 신에(真恵) 형제의 자문을 얻어 겐무시키모쿠(建武式目) 17조를 제정해 새로운 막부를 열었다. 이 식목의 제정에 있어서도 다다요시의 의향이 강하게 반영되었다고 한다. 그리고 엔겐 3년/랴쿠오(曆應) 원년(1338년) 다카우지는 정이대장군(征夷大将軍)직에 임명되고, 다다요시는 사에몬노카미(左兵衛督)에 임명되어 정무에 관련된 업무를 보게 되었다. 이는 '두 쇼군'(両将軍)이라 불린, 다카우지와 다다요시에 의한 이원정치의 시작이었다.
고코쿠(興国) 2년/랴쿠오 4년(1341년) 3월 24일에는 이즈모(出雲) ・ 오키(隠岐) 두 구니의 슈고(守護)로 유력 무장이었던 시오야 다카사다(塩冶高貞)를 모반인이라 꾸짖고 모모이 다다쓰네(桃井直常) ・ 야마나 도키우지(山名時氏)를 주장(主将)으로 하는 추토군을 파병하여 며칠 만에 다카사다를 자결로 몰아갔다(『師守記』 랴쿠오 4년 3월 25일조 및 29일조). 사학자 스즈키 도미에(鈴木登美恵)나 가메타 도시카즈(亀田俊和) 등의 주장에 따르면 다카사다의 모반이 사실일 가능성은 충분하며 황족 하야타노미야(早田宮) 출신이라는 설도 있는 다카사다의 아내를 중개로 의제(의형이라고도)에 해당하는 남조측 구교(公卿)로 규슈 방면군의 지휘를 맡고 있던 미나모토노 무네하루(源宗治) 등과 내통하고 있었던 것은 아닐까 추정하고 있다.
그러나, 쇼헤이(正平) 3년/조와(貞和) 4년(1348년) 무렵부터, 아시카가 가문의 집사를 맡고 있던 고 모로나오(高師直)와 대립하면서 막부는 다다요시 세력과 반 다다요시 세력으로 양분되고 이는 급기야 간노의 소란(観応の擾乱)이라 불리는 사건으로까지 발전한다. 이 혼란을 틈타 요시노의 남조도 세를 펼쳐 다카우지의 북조를 위협했다. 그러던 중 다다요시 세력의 참언으로 집사직에서 해임된 모로나오가 쇼헤이 4년/조와 5년(1349년) 동생 모로야스(師泰)와 함께 다다요시를 습격하는 사건이 발생한다. 다다요시는 형 다카우지의 저택으로 도망쳤고, 이를 쫓아 모로나오 형제의 대군은 쇼군 다카우지의 저택 주위를 포위했다. 모로나오 형제는 다다요시의 파면을 요구했고, 다다요시가 출가해 정계를 은퇴하는 것으로 사건은 수습됐다. 다다요시는 출가한 뒤 자신이 머무르던 산조 보몬도노(三条坊門殿) 저택을 가마쿠라에서 교토로 상경해 온 조카 아시카가 요시아키라(足利義詮)에게 넘겨주었고, 법명을 에겐(慧源)이라 했다.
쇼헤이 5년/간노(觀應) 원년(1350년) 다카우지가 다다요시의 양자(그러나 혈통상 다카우지 자신의 아들이기도 하였다)인 다다후유(直冬)를 토벌하기 위해 주고쿠(中国)로 떠난 후, 다다요시는 교토를 탈출해 모로나오 토벌을 요청하며 남조에 투항해 버렸다. 다다요시의 세력은 형인 다카우지를 압도하는 것이었고, 쇼헤이 6년/간노 2년(1351년) 하리마국(播磨国)의 고메지 성(光明寺城)과 셋쓰 국의 우치데노하마(打出浜)에서 다카우지 세력을 격파했다. 다카우지는 고노 모로나오와 모로야스 두 형제의 출가를 조건으로 다다요시와 화친하였고, 화의가 성립되었다. 모로나오 형제와 그 일가는 다다요시 파의 우에스기 요시노리(上杉能憲)에 의해 2월 26일에 제거되었다.
모로나오 형제가 제거된 뒤, 다카우지의 적자인 아시카가 요시아키라의 보좌를 맡아 다다요시는 정계에 복귀했다. 그러나 다카우지는 아들 요시아키라와 사이가 좋지 못했고, 나아가 다카우지 부자는 출진을 칭하고 교토를 떠나서 제각기 오미(近江)와 하리마(播磨)에서 반다다요시 세력의 태세를 정비하기 시작했다. 이를 본 다다요시는 8월 1일에 교토를 빠져나와 호쿠리쿠(北陸), 시나노(信濃)를 거쳐 가마쿠라에서 반 다카우지 세력을 규합했다. 이에 다카우지 부자는 측근 사사키 도요, 아카마쓰 노리무라와 함께 남조에 항복하겠다는 의사를 비치며 쇼헤이 일통(正平一統)을 이끌었고, 일통을 성립시킨 남조 정권은 도리어 다다요시 토벌령을 내리기에 이르렀다. 스루가국(駿河国)의 삿타 산(薩埵山), 사가미국(相模国) 하야카와지리(早川尻) 등지에서 다다요시는 다카우지에게 연패했고, 쇼헤이 7년(1352년) 1월 5일에 가마쿠라에서 무장해제당하고 조묘지(浄妙寺) 경내의 렌푸쿠지(延福寺)에 유폐되었다. 이듬해인 쇼헤이 7년/분나(文和) 원년(1352년) 2월 26일, 급사한다. 향년 47세.
공식적인 사인은 병사라고 말하고 있지만, 군담소설 《태평기》(太平記) 권제33에서는 "갑자기 황달이라는 병에 걸려 허망히 명을 다하셨도다, 하고 바깥으로는 피로되었으되, 실제로는 짐독 때문에 서거하신 것이라 수군거렸다"(俄に黄疸と云ふ病に犯され、はかなく成らせ給ひけりと、外には披露ありけれ共、実には鴆毒の故に、逝去し給ひけるとぞささやきける)라고 적어서 독살된 것이라는 소문이 있었다고 기술되어 있다. 연구자들 가운데는 독살설을 지지하는 이들이 많으며, 미네기시 스미오(峰岸純夫)나 가메타 도시카즈는 그냥 자연사한 것이라고 보고 있다. 다다요시가 죽은 날은 묘하게도 다다요시와 정치적으로 대립했던 고 씨 형제가 죽은 지 1주기에 해당하는 날이었고, 요절한 다다요시의 친아들 뇨이마루(뇨이오)의 1주기 바로 다음날이기도 했다. 일본의 사학자 세노 세이이치로(瀬野精一郎)는 아시카가 다다요시의 죽음으로, 고노 모로나오 형제에 의해 시작된 간노의 소란은 완벽히 그 막을 내렸다고 평가한다(다만 다다요시 세력의 저항은 다다요시의 아들 다다후유를 맹주로 1364년까지 이어졌다).
덧붙여 다카우지는 자신이 죽기 직전인 쇼헤이 13년/엔분(延文) 3년(1358년) 죽은 동생 다다요시를 종2위에 위계되도록 고코곤 천황(後光厳天皇)에 상소했었다. 그 뒤 정확한 날짜는 알 수 없지만 다다요시는 거듭 정2위에 추증되었다. 쇼헤이 17년/고안(康安) 2년(1362년) 7월 22일에는 「오쿠라노미야」(大倉宮)라는 신호(神号)가 추증되었고, 「오쿠라 니이 묘진」(大倉二位明神)으로써 다다요시의 저택이 있던 산조 보몬도노 부지에 산조보몬 하치만구(三条坊門八幡宮, 지금의 고쇼 하치만구御所八幡宮社)를 지어 그를 제사한 것 외에, 다다요시가 실각한 뒤에 머물렀던 아야노코지 저택(綾小路邸)에서도 그에 대한 제향이 이루어졌다. 나아가 교토 덴류지(天龍寺) 부근에 다다요시를 제향하는 인사(仁祠, 절)이 세워진다.

## 인물

### 성격
현대 사학자들이 조울증이 있었던 게 아닌가 의심할 정도로 감정의 기복이 몹시 심했던(조정으로부터 역적으로 몰린 것을 부끄러워하며 싸움을 피하고 한때는 출가하기까지 했다) 다카우지와는 달리 다다요시는 냉정침착한 자세를 잃지 않고 자신의 자리에서 형을 보좌했다. 때문에 아시카가 씨가 천하를 쥐는 데 있어 빠뜨릴 수 없는 인물이었다고 평가받는다. 또한 『태평기』 등에서는 도덕적으로 치졸하다거나 더러운 수작이라고 평가될(하지만 경우에 따라서는 누군가 행해 주지 않으면 안 되는) 행위를 싫어했던 형 다카우지와는 달리 자신의 손을 더럽히는 역할도 마다하지 않았으며, 본서에서는 친왕의 독살이나 천황과의 절충에 있어서 벌어졌던 배반 행위 등은 다카우지가 아니라 다다요시가 행한 것이었다고 되어 있다.
다카우지가 자신에게 들어오는 산더미처럼 쌓인 선물을 부하들에게 모두 나눠줄 만큼 욕심이 없었다는 일화는 유명한데, 다다요시는 애초에 그런 선물을 받는 것 자체를 싫어했다고 한다(《태평기》)
다다요시는 아시카가 일문의 시부카와 사다요리(渋川貞頼)의 딸을 정실로 맞은 것 이외에는 다른 측실을 들인 적도 없었다. 둘 사이에는 오랫동안 아들이 없었으므로 다카우지의 서자인 다다후유(直冬)를 양자로 삼았는데, 마흔이 넘어서야 뜻하지 않게 아들 뇨이마루(如意丸)를 얻게 되었고 이로 해서 야심이 생겨나게 되었다는 것이 『태평기』의 묘사이다.

### 정치가로써
항복한 고다이고 천황으로부터 고묘 천황에게 삼종신기를 넘겨주도록 하였고, 무가정권(무로마치 막부)이 수립되기까지 그 기본 방침을 보인 겐무시키모쿠(建武式目)가 제정되는데 그 내용은 다다요시의 의사가 반영된 것으로 알려져 있다.
1338년、다카우지가 세이이타이쇼군으로 취임하고 다다요시는 사효에노카미(左兵衛督)가 되는데, 「정이장군(征夷将軍)과 무위장군(武衛将軍), 형제 두 장군」(征夷将軍と武衛将軍、兄弟両将軍)이라 일컬어졌다(「무위장군」은 효에노카미兵衛督의 당풍 명칭이다). 부장군(副将軍)이라고도 하였다.
많은 전공을 세운 도키 요리토(土岐頼遠)가 고곤 상황에게 행패를 부리자, 요리토의 군사적 재능과 그가 세운 전공을 들어 그를 구명하는 목소리가 높았지만, 조정의 권위를 중시한 다다요시는 그러한 목소리에 귀기울이지 않고 요리토를 처형했다. 고곤 상황의 권위를 가볍게 보거나 부정하는 것은 상황으로부터 세이이타이쇼군으로 임명된 형 다카우지와 그의 무로마치 막부의 권위까지도 자칫 부정될 수 있는 것이었기에, 정에 흔들리지 않은 냉철한 판단으로 요리토를 처형한 것이다. 그러나 한편으로 요리토의 무공을 감안해 도키 집안 자체에 대해서는 요리토의 조카에게 집안의 대를 잇게 하는 등 현실적인 절충을 시도하기도 했다.
간노의 소란으로 형 다카우지와 대립하게 된 뒤에도 일관되게 무로마치 막부의 정통성을 옹호했다. 다다요시와 남조 사이의 화의 교섭을 기록한 「요시노 어사서안」(吉野御事書案, 『군서유종』에 수록)에서 다다요시가 승리하는 날에는 막부는 북조 정권을 해체하고 남조에 모든 정권을 반환해야 한다고 요구하는 남조 측에 다다요시는 실제 천하의 질서를 지키는 것은 막부와 그 막부를 이루고 있는 무사들이므로 남조도 막부의 요구대로 무조건 교토로 귀환해야 한다고 주장했다. 때문에 양자 화의 후에도 다다요시와 남조 정권은 서로 여전히 불신하는 상태가 이어졌다. 그 후, 다카우지는 남조와 화의교섭을 벌이면서 당면과제였던 다다요시 토벌을 앞세우며 남조 측의 요구를 전면 받아들인다는 항복선언에 가까운 조건을 제시했고 이에 안도한 남조 역시 다카우지와 손잡고 다다요시 토벌을 명령하게 된다. 아이러니하게도 남조 앞에서 막부의 정통성을 옹호한 다다요시였지만 정작 막부의 쇼군이자 형인 다카우지와의 외교전에서 패함으로써 여러 구니의 무사들 뿐 아니라 오오타카 시게나리(大高重成) 같은 측근들로부터도 배반하는 결과를 초래했다.

### 형 다카우지와의 관계
간노의 소란으로 천하를 놓고 대립하게 되기는 하지만, 한 살 차이 나는 친형제였던 다카우지와 형제로써의 사이는 몹시 좋았고, 가마쿠라 막부가 멸망한 뒤에 가마쿠라에 남아서 지키고 있던 다다요시가 나카센다이의 난(中先代の乱)에서 패주해 왔을 때 다카우지 자신이 고다이고 천황의 칙허도 나오지 않은 상태에서 군세를 일으켜 도고쿠(東国)로 가서 다다요시를 구원하기도 했다.
다다요시 자신은 난이 평정된 뒤에 교토로 돌아가려는 형 다카우지를 설득해 가마쿠라에 머무르게 하려고 했지만, 이를 경계한 반다카우지파 세력에 의해 다카우지가 역적으로 몰리고 다카우지 자신에 대한 추토령이 나오게 되자, 이를 부끄러워한 다카우지는 고다이고 천황에 대한 공순(恭順)의 뜻을 보이고자 했는데, 다다요시 등이 나서서 다카우지의 죄를 일체 납득할 수 없다며 가짜 윤지(綸旨)까지 내보여 가면서 다카우지를 설득했다고 한다. 나아가 군세를 몰아 서쪽으로 향했던 다다요시가 패주하자 이를 구원해야 했던 다카우지도 기어이 군을 일으키게 된다. 이 같이 겐무 정권에 맞서 적극적으로 무가정권의 재흥을 추진했던 것은 다다요시 이하 무사들이었고, 다카우지는 자신의 동생을 구하기 위해서도 고다이고 천황에게 반기를 든다는 결단을 하기에 이르렀다는 것이다.
교토를 차지하고 고묘 천황을 추대한지 이틀 뒤에 다카우지는 이와시미즈 하치만궁(石清水八幡宮)에 봉납한 원문(願文)에서 「尊氏に道心給ばせ給候て、後生助けさせおはしまし候べく候。猶々、とく遁世したく候。道心給ばせ給候べく候。今生の果報に代へて、後生助けさせ候べく候」라고 하였다. 지묘인통(持明院統)의 천황 ・ 상황을 옹립하고 역적의 이름을 일단 피하기 위해서였다고는 해도 고다이고 천황을 몰아낸 것은 다카우지를 침울하게 했고, 출가해서 세상과 연을 끊을 생각을 일으키기까지 했다. 여기에 이어 「이승에서의 좋은 운은 다다요시에게 내려 주시옵고 다다요시의 안온을 보전케 하옵소서」(今生の果報をば直義にたばせ給候て、直義安穏にまもらせ給候べく候)라 적은 원문(願文)을 봉납하기도 했다. 동생을 생각하는 심정을 드러내는 동시에, 새로운 정치의 현실은 다다요시가 담당하게 하고자 한다는 의식도 비치고 있다.
무로마치 막부가 세워진 뒤에는 군사 부문을 제외하고는 자신을 세이이타이쇼군이라는 상징적인 지위로써만 두고 실제 정무는 모두 다다요시에게 위임했다고 한다. 그러나 다카우지에게도 군사 지휘권은 온연히 존재했고 그러한 이두정치는 필연적으로 막부 내에 파벌 싸움을 불러 일으켜 간노의 소란이라는 비극을 초래한 원인이 되었다.

### 교양
뛰어난 가인(歌人)이었던 형 아시카가 다카우지에는 미치지 못하지만 무가(武家)의 가인으로써 형에 버금가는 와카(和歌)의 역량을 가지고 있었다. 특히 형이 은거해 있던 고에이(康永) ・ 조와(貞和) 연간(1342년 - 1350년) 무렵에는 다다요시가 무가 가단(武家歌壇)을 이끄는 존재였다. 『후가와카슈』(風雅和歌集) 이래의 칙선(勅撰) 와카 모음집에 아시카가 다다요시의 와카 26수가 실렸다. 그 가풍(歌風)은 니조파(二条派)에 가까운 평명(平明)한 것이었다고 평가된다.
와카에 있어서 아시카가 다다요시가 남긴 최대의 업적은 무가 가인으로써는 역사상 최초로 정치를 노래한 와카가 칙선 와카 모음집에 수록되었다는 것이다. 가마쿠라 시대(鎌倉時代)까지 일본에서 무인이 정치에 대한 와카를 읊어 그것이 칙선 즉 천황의 명령으로 편찬되는 와카 모음집에 실리는 것은 전례가 없는 일이었고, 고곤 상황이 몸소 선별한 『후가와카슈』에서 그 오랜 전례를 깨고 아시카가 다다요시의 정치에 대해 읊은 와카를 실은 것이다. 그 배경에는 고곤 상황 개인이 다다요시에 대해 큰 신뢰를 가지고 있었으며, 북조의 막부에 대한 의존이 강해져 있던 당시의 정치상황이 있었기 때문은 아닐까 하는 지적도 존재한다.
종교 정책에 있어서는 선종 불교를 독실하게 비호하였다. 정치상으로는 선승 무소 소세키(夢窓疎石)와도 관계가 깊어서 덴류지(天龍寺) 조영을 위한 교역선인 덴류지센(天龍寺船)을 파견하기도 했다. 또한 무소 소세키와의 대화는 『몽중문답집』(夢中問答集)으로 간행되기도 했다. 다만 신앙적으로도 소세키를 깊이 숭경했던 고다이고 천황이나 형 다카우지와는 달리, 다다요시 개인으로써는 그렇게까지 소세키를 높이 평가하지는 않았던 것으로 보인다. 무소 소세키를 비롯해 소세키파가 기존의 일본 불교와도 친화성이 높았던 절충주의적인 선풍(禅風)이기도 했던 데다, 아시카가 다다요시는 순수하게 선종 불교를 추구하던 무가쿠 소겐(無学祖元)을 비롯한 홋코파(仏光派)에 귀의해 있었고, 그 점에서 불만을 품고 있었던 것은 아닐까 여겨지기도 한다.
일설에는 《태평기》의 원형이 된 사서의 오류를 정정하였다는 이야기 등도 전해진다.

## 진고지 3상과 아시카가 다다요시

진고지 3상 가운데 하나인 전(傳) 미나모토노 요리토모 상. 1995년 요네쿠라 미치오는 이 초상화가 미나모토노 요리토모가 아닌 아시카가 다다요시를 그린 초상화라는 설을 주창하였다.

일본 교토의 진고지(神護寺)에는 견본저색(絹本著色)으로 제작된 소쿠타이 차림을 한 세 명의 인물상이 소장되어 있는데, 이를 통칭 진고지 3상이라 부른다. 1951년 일본의 국보로 지정될 당시 이들 초상화는 각각 전(伝)이라는 단어를 붙여서 각각 미나모토노 요리토모(源頼朝), 다이라노 시게모리(平重盛), 후지와라노 미쓰요시(藤原光能)의 초상화로 비정되었다. 이는 남북조 시대 초기(14세기 중엽) 성립되었다는 《진고지 략기》라는 문헌에 "진고지의 센도인(1188년 건립)에는 고시라카와인과 다이라노 시게모리, 미나모토노 요리토모, 후지와라노 미쓰요시, 다이라노 나리후사(平業房) 등의 초상이 있었는데, 이는 후지와라노 다카노부(藤原隆信)의 작품이었다"라는 기술과, 대영박물관에 소장된 진고지 3상 가운데 하나인 전 미나모토노 요리토모상의 모사화에 붙은 찬에 이 모사화가 남북조 시대에서 무로마치 시대에 걸쳐 제작되었으며 미나모토노 요리토모의 것이라는 명기가 있음을 그 근거로 한 것이다.
이에 대해서는 미술사가 다니 신이치(谷信一)나 미나모토 도요무네(源豊宗)처럼 가마쿠라 초기에는 진고지 3상에 선행하는 작품이 전혀 없다가 갑자기 완성된 표현을 갖춘 진고지 3상 수준의 작품이 나타나는 것은 이해하기 어렵다며 해당 3상은 가마쿠라 중기의 작품일 것이라고 보거나 후지와라노 다카노부의 아들이나 다카노부와 같은 시대에 활약했던 화가들의 그림과 비교할 때 그림이 너무 예리하게 직선적으로 경직되어 있는 점은 가마쿠라 초기보다는 말기에 가까우며 초상화 속 인물들의 복장, 그림에 사용된 비단도 가마쿠라 시대에는 존재하지 않았고 가마쿠라 시대 후기 혹은 무로마치 시대의 초상화에서나 처음으로 확인된다는 점을 지적하는 학자들도 있었지만 그것이 일본 미술학계의 주류는 아니었으며, 진고지 3상의 수리 보고서가 제작되는 1980년대까지 이설 정도로 그치고 있었다.
1995년 일본 도쿄 국립문화재연구소의 요네쿠라 미치오(米倉迪夫)는 헤이본샤에서 펴낸 《초상화는 말한다》(絵は語る)의 네 번째 출간물 《미나모토노 요리토모 상 - 침묵의 초상화》(源頼朝像 沈黙の肖像画)에서, 지금까지 미나모토노 요리토모의 초상화로 알려졌던 진고지 3상 가운데 하나는 사실은 아시카가 다다요시의 것이라는 새로운 설을 발표하여 반향을 일으켰다. 역사학자 구로다 히데오(黒田日出男) 역시 요네쿠라의 학설을 지지하였는데, 기존의 진고지 3상에 대해 다니 신이치나 미나모토 도요무네 등이 제기했던 이설들을 계승하면서 1980년대 해당 초상화에 대한 수리 보고서에서 새롭게 확인할 수 있었던 그림 속 모발형 태도(毛抜型太刀)의 아랫부분에 남은 흔적에서 칼자루에 오동나무 무늬 즉 아시카가 다카우지가 고다이고 천황으로부터 하사받은 무늬가 있음이 확인되었던 점, 세 초상화에 사용된 크기의 비단은 가마쿠라 시대 후기 이후에 출연한 것으로 그 이전에는 비단을 쓰지 않았다는 것, 세 초상화 속의 표현 양식(눈썹이나 눈, 귀, 입술 등의 화법)에서 14세기 중기 즉 무로마치 전기의 무소 소세키(夢窓疎石)의 초상화(교토 덴류지 묘지원 소장)와 닮아있다는 점 등이 근거로 제시되고, 진고지 3상의 성립은 남북조 시대에 두는 것이 자연스럽다고 주장하였다.
또 한 가지 유력한 논거로 제시된 것이 고에이(康永) 4년(1345년) 4월 23일자로 아시카가 다다요시 자신이 진고지에 보냈던 발원문인 《아시카가 다다요시 원문》(足利直義願文)으로 원문 속에 "본 집안(아시카가 가문)은 (진고지와는) 특별한 인연으로 대대로 깊이 귀의하여 왔으므로, 《아함경》(阿含経) 한 축과 함께 정이장군(아시카가 다카우지)과 나의 영정을 진고지에 안치합니다. 좋은 연을 이 자리에서 맺어 현세와 내세의 소원이 모두 원만히 성취되기를."이라는 구절이었다. 진고지 3상의 강한 공통점은 아시카가 쇼군가와 유래가 있다는 것이며, 아시카가 다다요시의 원문을 바탕으로 추론하면 통상 두 초상화가 나란히 병립할 경우 오른쪽에 상위자, 왼쪽으로 하위자를 배치하는 관습 등을 근거로 요네쿠라 미치오는 오른편에 시게모리의 것으로 알려졌던 초상화의 주인공은 사실은 아시카가 다카우지이며, 왼편의 전 미나모토노 요리토모 상이 아시카가 다다요시인 것으로 비정한 것이다.
또한 통설의 근거로 들어오던 대영박물관 소장 미나모토노 요리토모 초상에 대해서도 구로다나 우와요코테 마사노리(上横手雅敬)에 의해 초상화에 부기된 찬의 내용상 이것은 에도 시대 중기(18세기) 이후에야 성립되었다는 설이 제기되었는데 대영박물관 소장 미나모토노 요리토모상은 1998년 수리 문제로 일본으로 돌아와서 이듬해 쓰루가오카 하치만구에서 개최되었던 미나모토노 요리토모 공 8백년제 기념 미나모토노 요리토모 공 전시전(源頼朝公八百年祭記念 源頼朝公展)에서 공개되었는데, 수리 과정에서 그림 속의 찬은 나중에 추가된 것이 아닌 것으로 확인되었다. 또한 대영박물관 소장 요리토모상이 영국으로 반출된 경위도 1920년(다이쇼 9년) 야마나카 상회에서 대영박물관에 인도한 작품인데 그 이전에 본 작품의 존재는 전혀 알려지지 않았으며 전래 이력도 명확하지 않다고 요네쿠라는 지적하였다. 대영박물관 소장본을 제외하면 해당 초상화의 가장 오래된 모사본은 겐로쿠 11년(1698년) 가노파의 화가인 가노 소운(狩野昌運)에 의해 그려진 세이후쿠지(聖福寺) 소장본인데, 거의 비슷한 시기에 가노 도운(狩野洞雲)에 의해 그려졌던 죠소지(長勝寺) 소장 모사본은 진고지 소장 전 미나모토노 요리토모 초상화와는 전혀 닮지 않았고, 여기서 당시 같은 가노파 내부에서도 진고지 소장본 미나모토노 요리토모의 도상이 서로 공유되지 않았음을 알 수 있다. 진고지 소장 전 미나모토노 요리토모 초상화 속 인물이 미나모토노 요리토모라고 이미지가 정착하게 된 것은 《집고십종》(集古十種) 및 근대 이후의 교과서나 화집에 의해서이며 그 전에는 진고지 3상의 해당 초상화를 가리켜 그 주인공이 미나모토노 요리토모라고 보는 인식이 보편적이지 않았다는 것이다.
요네쿠라 미치오와 구로타 히데오의 이 신설은 그때까지의 통설들이 근거로 제시해 오던 몇 가지 논거들을 깨고, 논쟁에 불을 지폈다. 역사학에서는 논거의 명확함으로 새로운 학설을 지지한다는 의견이 나오고 있지만 그러나 미술사의 입장에서는 세 상의 화풍이 헤이안 후기-가마쿠라 초기의 것이고 양식으로 보아 남북조 시대의 것이라고는 말하기 어려우며 세 상의 성립을 남북조 시대까지 낮추어 볼 적극적 이유가 없다며 거듭 강조하는 등 양자간의 골이 깊다. 미술사학자 미야지마 신이치(宮島新一)는 《아시카가 다다요시 원문》에는 아시카가 다카우지와 다다요시 두 사람의 것밖에 언급하지 않고 있는데 이를 진고지 3상과 연결지어 보는 것은 학술상 허용되지 않고, 생김새가 유사하다는 것만 가지고 주인공이라고 판단할 수는 없다며 비판하였다. 고실가 곤도 요시카즈(近藤好和)는 세 상의 의상·무구를 면밀히 고증하고 세 상의 통과가 13세기 전기까지 되짚을 수 있음을 증명하였으며 이러한 논란이 있음에도 일본 학계에서는 대체로 신설이 정착되고 있는 추세이다.
2011년부터 2012년까지 구로다 히데오는 요네쿠라의 설을 계승한 진고지 3상 관련 논고를 잇따라 발표하였는데, 여기서 구로다는 "일본 초상화의 최고 걸작의 하나인 전 미나모토노 요리토모 상을 논하는 것"과 "역사상의 인물인 미나모토노 요리토모에 가장 적합한 초상, 이미지는 뭔가"라는 문제는 엄밀하게 나누어 생각해야 하는데 양측이 혼동되면서 쓸데없는 혼란을 일으키고 있다고 보았고, 『미나모토노 요리토모의 진짜 얼굴』(源頼朝の真像)에서 가이 젠코지(甲斐善光寺)에 소장되어 있는 미나모토노 요리토모의 목조좌상(木造坐像)의 복장명을 읽고 13세기의 제1분기 때에 호조 마사코가 기원해 제작된 확실하게 요리토모를 나타낸 유일한 상임을 보이면서 진고지 3상의 해당 초상화를 굳이 미나모토노 요리토모의 초상화라고 보아야 할 필연성도 없다며 2012년 발표한 『국보 진고지 3상이란 무엇인가』(国宝神護寺三像とは何か)에서 집중적으로 논술한다.
구로다 히데오는 아시카가 다다요시의 발원문을 검토해, 진고지 3상이 요네쿠라의 설대로 아시카가 다카우지와 다다요시, 요시아키라 세 사람의 것이라는 전제 속에서 진고지 3상이 그려진 상황이나 배경의 고찰을 시도하였는데, 우선 발원문의 작성 날짜인 4월 23일은 아시카가 다카우지와 다다요시 형제의 어머니인 우에스기 기요코(上杉清子)의 기일에 해당한다. 원문을 작성하기 1년 전 아시카가 다다요시는 같은 4월 23일에 고야산(高野山)의 금강삼매원(金剛三昧院)에 기부하였는데 발원문에서 언급된 두 초상화를 진고지에 봉납한 것은 어머니의 명복을 빌기 위해서라고 주장하였다. 이 무렵 무로마치 막부 내에서는 아시카가 다카우지와 다다요시 형제의 불화가 부각되면서 이두정치에 본격적으로 금이 가기 시작했고, 형제의 어머니 기요코는 상심 속에서 사망하였다. 다다요시는 형제간에 불화하지 말아 달라는 어머니의 소원을 들어주고, 형과의 이두정치를 지속해 나가겠다는 정치적 의지를 담아 이 초상을 봉납하였다는 것이다.

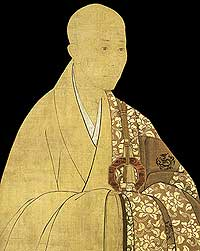
무소 소세키.

그러나 구로다는 다다요시가 형 다카우지와 자신의 초상화를 봉납한다는 아이디어를 그 자신이 발안하였다기보다 그러한 발안을 다다요시에게 제기한 인물이 있었을 것이라고 보았고, 그것은 아시카가 다다요시와 교류가 깊었던 선승 무소 소세키였을 것으로 지적하였다. 발원문이 작성되기 바로 전년에 성립된, 아시카가 다다요시와 무소 소세키의 불교 문답집인 《몽중문답》(夢中問答集)의 제91단에는 게다쓰 상인(解脱上人)이라 불렸던 가마쿠라 전기의 승려 조케이(貞慶)가 달마사(達磨寺)에 달마와 쇼토쿠 태자(聖徳太子) 두 사람의 모습을 안치한 이야기나(본서에서는 쇼토쿠 태자가 남악대사 즉 천태종제2조 혜사의 환생이라고 지목하였다), 제7단에 고보 대사(弘法大師)가 그린 하치만 대명신(八幡大明神像)의 초상화와 하치만 대명신이 고보 대사를 그린 초상화, 일명 '서로의 초상화(互の御影)'가 진고지 3상이 안치된 그 진고사에 안치되었던 일화가 기록되어 있다. 이 '서로의 초상화'는 원본이 현존하지는 않지만, 진고지에 있는 가마쿠라 시대의 사본은 거의 진고지 3상과 같은 크기로 헤이안 시대부터 가마쿠라 시대에 걸쳐 만들어진 대사상도 이에 가까운 크기이다. 또한 이러한 조사상은 특별히 찬문을 수반하지 않는 것이 보통이고, 진고지 3상에 찬문이 없는 것도 찬문이 수반되는 경우가 많은 무가 초상화가 아니라 선종 조사 초상에 연고를 두고 있기 때문이라고 생각된다. 또한 중세 일본에서는 쇼토쿠 태자 신앙이 활발하였는데 고보 대사 자신도 태자의 후신(환생)으로 간주되었으며, 무소 소세키는 《몽중문답》 제17단에서 아시카가 다다요시가 전란의 세상을 잠재우고 쇼토쿠 태자의 정치를 바탕으로 불교를 중흥시켜 줄 것을 기대하고 있었다. 다다요시 자신도 이러한 소세키의 기대에 부응해 일본 전국에 안고쿠지 사리탑(安国寺利生塔)을 세운다. 또한 하치만 대명신은 일본에서는 군신(軍神)이자 아시카가 즉 겐지 일문의 우지가미(氏神)이며, 당시 무로마치 막부의 이두정치에서 무력을 담당하며, 겐지의 도료(당주)가 되었던 다다요시의 형 다카우지와 자연스럽게 겹치게 된다는 것이다.
이러한 이유를 통해 전 다이라노 시게모리 상은 아시카가 다카우지와 하치만 대명신의 더블 이미지, 전 미나모토노 요리토모 상은 다다요시와 고보 대사 그리고 쇼토쿠 태자의 트리플 이미지가 투영되어 있으며, 두 초상화는 이두정치를 체현하고 남북조 동란의 시대에 중생을 구제하기 위해 현현했던 하치만 대보살(八幡大菩薩) ・ 다카우지와 불법을 토대로 세상을 다스렸던 쇼토쿠 태자(고보 대사) ・ 다다요시를 표상하는 새로운 '서로의 초상화'로써 진고지에 봉납되었다는 것이 구로다의 해석이다. 바꾸어 말하면, 무로마치 막부의 이두정치를 성화(聖化)한 초상화로써 그렇기에 이두정치가 다카우지에서 요시아키라로 교대되었을 때 아시카가 요시아키라 상도 제작되었다. 진고지 3상에 다른 속인의 초상화에서는 보이지 않는 장엄함이 느껴지는 것은 크기도 크기지만 이러한 ‘이미지 보정’이 있었기 때문이다. 한편 안치된 목적 자체를 바꾸지 않기 위해 새로운 원문은 작성되지 않았다고 보고 있다. 그리고 다다요시의 죽음과 함께 기록에서 사라져 잊혀진 진고지 3상은 근세에 들어 흔히 알려진 미나모토노 요리토모의 초상화로써 출현하게 되었다는 것이다.
한편 진고지 3상의 소유자인 진고지측은 2019년 시점에서 미야지마설 등을 원용하여 요네쿠라의 신설을 완전히 부정하는 공식 견해를 자사의 웹 사이트에 올리고 있다.

## 같이 보기
- 아시카가 다카우지
- 겐무 신정
- 가마쿠라시
- 난보쿠초 시대

### 내용주
1. ↑  아시카가 다다요시가 태어난 해는 《삼보원현준승정일기》(三宝院賢俊僧正日記) 랴쿠오(暦応) 5년(1343년) 2월조에는 「三条殿　卅六　丑未」라고 되어 있는데, 이를 따라 역산한다면 도쿠지 2년(1307년)으로 통설과는 1년 정도 차이가 난다.
2. ↑  다다요시의 사망일의 연호에 대해 난보쿠초 시대는 대부분의 기간 동안 연호가 남조와 북조로 나뉘어 있었는데, 다다요시는 쇼헤이 일통(正平一統)으로 쇼헤이로 통일되어 있던 시기에 사망하였고, 다다요시 사후에 쇼헤이 일통은 파기되어 다시 일본 조정은 남과 북으로 나뉘게 되었다. 이후 북조 연호로써는 간노(観応) 3년 및 분나(文和) 원년이 된다.
3. ↑  요절한 형 다카요시의 아들이라는 설도 있다.
4. ↑  다다요시가 조카 다다후유를 양자로 맞이한 뒤인 1347년에 태어난 다다요시의 친아들이다. 1351년 간노의 소란(観応の擾乱) 와중에 요절했다.

### 설명주
1. ↑  지금의 도쿄 도 현 마치다시(町田市) 혼마치다(本町田).
2. ↑  지금의 아이치 현 오카자키시(岡崎市)
3. ↑  「市のあゆみ」岡崎市
4. ↑  「1-3　岡崎市の沿革」岡崎市
5. ↑  「沿革」 보관됨 2015-04-15 - 웨이백 머신岡崎市
6. ↑  사카다 고이치(阪田雄一)「나카센다이의 난과 가마쿠라 쇼군부」, 사토 히로노부(佐藤博信) 편집 『간토 아시카가 씨와 도고쿠 사회 - 중세 도고쿠론』(関東足利氏と東国社会 中世東国論)5, 이와다 쇼엔(岩田書院), 2012년, ISBN 978-4-87294-740-3
7. ↑  지금의 시즈오카 현 시즈오카시(静岡市) 스루가구(駿河区)
8. ↑  『大日本史料』6編6冊694–696頁.
9. 1 2  鈴木, 登美恵 (1981). “太平記「塩冶判官讒死之事」をめぐって”. 《中世文学》 (中世文学会) 26: 29–35. doi:10.24604/chusei.26_29. 다음 글자 무시됨: ‘ 和書 ’ (도움말) pp. 32–34.
10. 1 2  亀田, 俊和 (2015), 《高師直 室町新秩序の創造者》, 歴史文化ライブラリー 406, 吉川弘文館, ISBN 978-4642058063 다음 글자 무시됨: ‘ 和書 ’ (도움말)室町幕府初代執事高師直>北畠顕家との死闘>塩冶高貞の討伐
11. ↑  그러나 남조에 투항한 뒤에도 다다요시는 자신이 발급하는 문서마다 남조가 아닌 북조의 연호인 간노를 사용하고 있어, 그의 남조 투항은 편의적인 것이었다는 해석도 있다. 모리 시게아키(森茂暁), 「전쟁의 일본사」(戦争の日本史) 제8권 '남북조의 동란', 깃카와고분칸(吉川弘文館), 116-117쪽.
12. ↑  지금의 효고 현 아시야 시.
13. ↑  「埵」는 「토」(土)자 변에 「수」(垂)를 붙여 쓴다. 지금의 일본 시즈오카 현 시즈오카 시 시미즈 구(清水区).
14. ↑  지금의 가나가와 현 오다와라 시.
15. ↑  呉座 2018, 127쪽.
16. ↑  세노 세이이치로(瀬野精一郎) 저 『인물총서(人物叢書) ‐ 아시카가 다다후유(足利直冬)』, 깃카와고분칸(吉川弘文館), 2005년, p.93.
17. ↑  『綱光公記』文安5年（1448年）9月29日条
18. ↑  森 2015, 17쪽.
19. 1 2 3  亀田 2016, 106쪽.
20. ↑  亀田 2016, 107쪽.
21. 1 2 3  亀田 2016, 108쪽.
22. 1 2 3 4  亀田 2016, 111–113쪽.
23. ↑  1142 ~ 1205. 헤이안 말기에서 가마쿠라 초기의 귀족으로 화가로 이름이 났다.
24. ↑  『国史肖像集成 第二輯 将軍編』 目黒書店、1941年、pp.1-2。
25. ↑  源豊宗「神護寺蔵伝隆信筆の画像についての疑」『大和文華』13号、1954年。미나모토 도요무네는 이후 1982년에 다시금 해당 지면 pp.473-486에 발표하였으며, 자신이 쓴 『大和絵の研究』（角川書店、1976年、pp.472-483）에도 세부 문장을 제외하고 거의 같은 내용으로 실려 있다.
26. ↑  『東山御文庫文書』 일본 궁내청(宮内庁) 소장. 다만 원본이 아니라 겐키(元亀) 2년(1571년) 3월에 필사된 사본이다. 한편 일본 도쿄대학 사료편찬소(東京大学史料編纂所)에서 해당 문서의 사본이 소장되어 있는데, 요네쿠라 미치오가 신설을 발표하는 가장 큰 동인이 되었다.
27. ↑  黒田日出男「大英博物館本『源頼朝像』の制作時期について」『日本の美術』24号、1996年9月。上横手雅敬「源頼朝像をめぐって」『龍谷史壇』106号、1996年3月。上横手は「明治以後に作られた文章という印象を受ける」としている。
28. ↑  당시 오는 1999년이 미나모토노 요리토모가 사망(1199년)한지 꼭 800주년이 되는 해였다.
29. ↑  米倉迪夫 「東西ふたつの頼朝像」（福岡市美術館編集・発行 『狩野派と福岡展』 1998年2月、pp.67-69）。
30. ↑  예를 들어 峰岸純夫 『足利尊氏と直義』（吉川弘文館、2009年）、小川剛生 『足利義満 公武に君臨した室町将軍』（中央公論新社〈中公新書〉、2012年） 등이다.
31. ↑  「『次将装束抄』と源頼朝像」『明月記研究』2号、1997年10月。 다만 이 의견에서 제시한 시간적 상한선은 인정하되, 그림에 그려진 인물의 복장은 주문주나 화공의 의지로 결정되는 것이고 꼭 학문적 성과나 고증대로 정확하게 표현되는 것은 아니라는 사토 요시히코(佐多芳彦)의 비판도 있다(佐多芳彦「伝・頼朝像論 ―肖像画と像主比定をめぐって―」『日本歴史』No.700、吉川弘文館、2006年6月, p.81。).
32. ↑  일본 규슈국립박물관(九州国立博物館)에서 편집 ・ 발행한 『よみがえる国宝』展図録、2011年、p.235 등이 대표적이다. 다만 본 전시회의 전시품목에서는 「미나모토노 요리토모 상」(源頼朝像), 「다이라노 시게모리 상」(平重盛像)으로 기재하고 있다.
33. ↑  『보적경 요품』(宝積経要品, 1첩, 마에다 육덕회前田育徳会 소장). 다다요시와 다카우지, 무소 소세키가 함께 썼다.
34. ↑  '서로의 초상화'에 대한 것은 内田啓一 「「互いの御影」空海と僧形八幡神画像について ―成立から浄光明寺本まで―」（『仏教藝術』第330号、2013年9月、pp.29-54）를 참조하시오.
35. ↑  내각목록(内閣目録)에 소장되어 있는 간에이(寛永) 14년(1637년)에 작성된 《진고지 영보 목록》(神護寺霊宝目録)에는 『요리토모 영정』(頼朝御影), 『사쿠라마치 주나곤(桜町中納言) 나리노리(成範) 영정』(桜町中納言成範御影), 『고마쓰 3위 영정』(小松三位御影)이라고 기록되어 있다. 다이라노 시게모리(고마쓰 3위)나 후지와라노 미쓰요시(사쿠라마치 주나곤 나리노리)가 《헤이케 이야기》(平家物語)에서 언급되는 이름인 반면에 미나모토노 요리토모만은 분명하게 특별취급을 받고 있다. 구로다는 그 이유를 진고지 소유의 영지가 도요토미 히데요시 시절에는 28석 정도에 지나지 않았던 것이 게이초(慶長) 6년(1601년) 도쿠가와 이에야스(徳川家康)가 진고지에 기증한 영지는 그 열 배인 262석으로 이어 쇼군 히데타다(秀忠)의 시기에 다시금 28석이 더해지는 등 진고지가 에도 막부의 두터운 보호를 받았던 일이나, 권진 무렵에 대중에 대한 어필을 위해 자주 그림을 이용하였던 것에서、진고지 승려들이 센고쿠 시대에 황폐해졌던 진고지를 부흥시키기 위해 사찰에서 소유하고 있던 초상화 가운데서도 가장 훼손이 적고 위엄 있는 초상화를 「미나모토노 요리토모 초상화」로써 이에야스 등의 앞에 내세워 진고지와 미나모토노 요리토모의 관계를 강조함으로써 「미나모토노 이에야스」(源家康)가 되어 막부를 열었던 이에야스의 보시를 구하려 했던 것, 이라고 추측하고 있다.
36. ↑  “高雄山神護寺 寺宝紹介 伝平重盛像・伝源頼朝像・伝藤原光能像”. 2019년 4월 27일에 원본 문서에서 보존된 문서. 2019년 6월 7일에 확인함.